# Герб Фігейро-душ-Вінюша
Ге́рб Фіге́йро-душ-Ві́нюша — офіційний символ містечка Фігейро-душ-Вінюш, Португалія. Використовується як територіальний герб. У золотому щиті срібне виноградне гроно із зеленим листям і вусиками. Довкола нього чотири зелених листочки інжиру (порт. figueira). Щит увінчує срібна мурована містечкова корона з чотирма вежами.  Під щитом біла стрічка, на якій великими літерами напис португальською: «vila de Figueiró dos Vinhos» (містечко Фігейро-душ-Вінюш).  Офіційно затверджений 27 листопада 1936 року.  

## Галерея

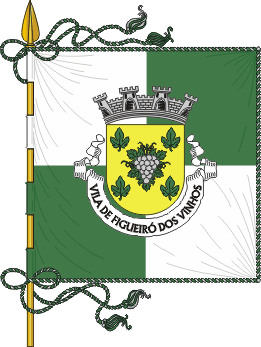
Прапор